# Dennis Wilcock
Pour les articles homonymes, voir Wilcock.
Dennis Wilcock fut le deuxième chanteur du groupe de heavy metal traditionnel britannique Iron Maiden de 1976 à 1977. Wilcock fit avec Iron Maiden un usage intensif des effets spéciaux sur scène, dont usage de faux sang et effets pyrotechniques, comme pour son groupe favori, Kiss. Il persuada le leader du groupe, Steve Harris, de remplacer les autres membres du groupe et notamment son ami Dave Murray. En revanche, aucune personne ne vint remplacer le clavier alors dans la formation. Six mois plus tard, Harris virait Wilcock et les autres membres pour rappeler Dave Murray.
Wilcock avait déjà joué avec Harris dans le groupe Smiler avec Doug Sampson et les deux frères Mick et Tony Clee. C'est Harris qui quittera le groupe pour fonder Iron Maiden dans sa toute première formation.

## Sources
1. ↑  Hard Rock magazine (France), spécial Iron Maiden, tome 1, page 17